# A kisfiú meg az oroszlánok
A kisfiú meg az oroszlánok Lázár Ervin Kossuth-díjas magyar író 1964-ben megjelent első meseregénye. Illusztrációit Réber László készítette.
Megjelent: németül: Auf Petis Hof sind Löwen (Fordította: Szent-Iványi Ita. Illusztráció: Réber László) Bp.–Berlin, 1969, 94 p. Corvina; románul: Băietelul si leii (Fordította: Petre Judith. Illusztráció: Sergiu Georgescu) Bukarest, 1975, 63 p. Creangă Kiadó; oroszul: Malcsik i lvi (Fordította: Irina Leonyidovna Lugovaja, Molodaja Gvardija, 1987) és észtül: Poiss ja lovid (Forditotta: Ene Asu-Onuas, Tiritamm, 2003). Készült belőle filmes, színházi és hangjáték adaptáció.

## Szereplők
- Bruckner Szigfrid, vén oroszlán
- Szilvia, a felesége
- Kisfiú, akit Petinek hívnak
- Apa, szürke kis könyvelő, Peti apja
- Építész, Viktor, Peti barátja
- Gabriella, Viktor munkatársa és szintén segít
- Arabella, kötéltáncosnő, világszám
- Cirkuszigazgató
- Baltazár, állatetető, kikiáltó, jegyszedő és zenekar
- Rendőr, szegénynek nincs neve
- Robertó, kardnyelő
- Láz Jenő, a lobogó sörényű oroszlán
- Cecil, kis oroszlán
- Dr. Kis János - világutazó, ingatlanmágnás oroszlán

## Háttér
Lázár Ervin életművében nem lehet szétválasztani a gyermek- és a felnőtt irodalmat. Ezt, az első meseregényét is már - A kisfiú meg az oroszlánok -, szinte egyszerre publikálta a pécsi Jelenkor-ban megjelent Csonkacsütörtökök novelláival, melynek főhőse számos hasonlóságot mutat a korai novellái főhőseivel. Ő maga így vall erről: „Örökösen próbálkoztam a gyermekkorom leírásával, sőt a legkorábbi novelláimban éppen olyan erővel benne van az alsó-rácegresi világ, de nem találtam megfelelő hangot. A mesék viszont hozzásegítettek ahhoz, hogy a már korábban is megírni megpróbált történetek hogyan szülessenek meg.” 
Lázár Ervin történeteinek szereplői számára a gyermekkor és a mese világa a létbiztonságot nyújtó menedék, aminek egzisztencia-mentő szerepe újra meg újra íródik meseregényeiben. Ez a mese még, az író első korszakába tartozik, ahol a népmesék hagyományos formai elemeiből alkotta meg a saját meséit. Jobbára az erkölcsi tartalom kifejezésére törekedett, mely alapja lesz későbbi meséinek (az önzetlen elfogadás, a helyes szeretet kérdésköre). A szövegek nyelve itt még puritán, ami párhuzamba állítható a korai novellákban megfigyelhető realizmusra törekvő kifejezésmóddal. Az alapvető világképi jellemzők tekintetében azonban jelentős különbségeket találhatunk. A novellákban a játéktér beszűkül, az emberi kapcsolatok esetlegessé, sőt lehetetlenné válnak. Míg a mesehős maga alakítja sorsát, az elbeszélések hősei a körülmények áldozatai lesznek. Évek telnek el, míg a kiábrándult hangvételű nagyvárosi történetektől a mágikus realista elbeszéléseken át visszatalál a mesék világához, rég elveszettnek hitt gyermekkorához. 
A kisfiú meg az oroszlánok a generációk közötti árkokról szól (a gyermek a felnőttel ellentétben látja az oroszlánokat), egy kicsit a világszemléleti különbségekből adódó társtalanságról, a gyerekek, felnőttek és öregek különálló világáról, de arról is, hogy az egymásra való odafigyelés és az empátia pedig az árkokon átvezető híd. Mindez játékosan, fordulatosan, egy felesleges szó nélkül leírva. A fikció, a fantáziakép-sorozat ellentmondást nem tűrő vonásokkal, a gyermeki álom önkényével rajzolja ki a valóságos kisfiú és a képzelt oroszlánok új valóságát. Az egész mesét átszövi a közösség és a játék iránti vágy, amely a gyermek és felnőtt hőseit a környezetüknél magasabb rendű értékrend képviselőivé teszi, a többi szereplőnek pedig választania kell: elfogadják-e, vagy sem, a szabályokat elfogadva az azt képviselő kerítésen belül maradnak, vagy kirekednek-e a játékból.

## Történet
Bruckner Szigfrid, a kiérdemesült oroszlán megtudja, hogy élete párja egy cirkuszban raboskodik. Peti segítségével elindul kiszabadítani Szilviát. A mese és a valóság elemeit ötvöző költői történet arra is int, hogy felnőttként se űzzük ki magunkból a gyermekkorunkat színező álmokat.
I. FEJEZET,
amelyben megismerkedünk Bruckner Szigfriddel, miközben újságot olvas
II. FEJEZET,
amelyben Bruckner Szigfrid szóba ereszkedik velünk, és közben lódít is egyet
III. FEJEZET,
amelyben Szilvia nyomára bukkanunk
IV. FEJEZET,
amelyben Baltazár elmosolyodik
V. FEJEZET,
amelyben Arabella szövetkezik velünk
VI. FEJEZET,
amelyben Szigfrid tréningezik
VII. FEJEZET,
amelyben Szilvia megszökik
VIII. FEJEZET,
amelyben szomorú dolog történik
IX. FEJEZET,
amelyben egy törvényre derül fény
X. FEJEZET,
amelyben egy frakkos oroszlán érkezik
XI. FEJEZET,
amelyben egy újabb oroszlán érkezik
XII. FEJEZET,
amelyben Szigfrid inni kezd
XIII. FEJEZET,
amelyben Szigfrid újra fellép
XIV. FEJEZET,
amelyben Jenő nyakkendőt köt
XV. FEJEZET,
amelyben befejeződik a történet

## Filmváltozat
Televíziós mesejáték 1979-ben készült belőle, Katkics Ilona rendezésében. 61 perc.
Szereplők: Apa - Márkus László; Arabella - Esztergályos Cecília; Balthazár - Gyenge Árpád; Bruckner Szigfrid - Feleki Kamill; Bruckner Szilvia - Dajka Margit; Gabriella - Detre Annamária; Peti - Mészáros Marci; Viktor - Bálint András.

## Színházi előadás
Mesejáték. Bemutatta: 
- a kaposvári Csiky Gergely Színház 1983. szeptember 16-án, Ács János rendezésében, és 1997. szeptember 22-én, Tóth Miklós rendezésében,
- a szolnoki Szigligeti Színház 1992. november 13-án, Tasnádi Márton rendezésében,
- a Pesti Magyar Színház 2012. november 30-án, Bal József rendezésében (Madák Zsuzsanna átiratában)

## Rádiójáték
Az 1993-ban készült rádiójáték főbb szereplői: Bodrogi Gyula, Tábori Nóra, Bódi Gergő, Máté Gábor, Eszenyi Enikő, Sivók Irén.

## Hangoskönyv
A 2007-ben készült hangoskönyvet Reviczky Gábor adja elő a Parlando Hangoskönyvkiadó (2 CD) gondozásában.